# Anisostichus
Anisostichus is een geslacht van kevers uit de familie van de loopkevers (Carabidae). De wetenschappelijke naam van het geslacht is voor het eerst geldig gepubliceerd in 1953 door Emden.

## Soorten
Het geslacht Anisostichus omvat de volgende soorten:
- Anisostichus laevis Curtis, 1839
- Anisostichus octopunctatus Dejean, 1829
- Anisostichus posticus (Dejean, 1829)
- Anisostichus solieri (Csiki, 1932)